# Copa de Campeones del Perú
La Copa de Campeones del Perú Felipe Ríos fue una supercopa oficial de fútbol que se disputaba entre los campeones de la Liga Peruana de Football, fue la primera supercopa nacional de Perú. Fue organizada por la Liga Peruana de Football (actualmente Asociación Deportiva de Fútbol Profesional).El 16 de noviembre del 1919 se jugó por única vez y el campeón se hizo acreedor de la Copa de Campeones del Perú "Felipe Ríos". El torneo enfrentó a los campeones de la Primera División del Perú de 1913 y 1919. 
El Alianza Lima, debía disputar dos partidos en un mismo día, el primero sería  para definir al campeón de la Primera División y el segundo por la Copa de Campeones. En el partido de Primera División derrotó por al Alianza Chorrillos en la última fecha por walkover y en la definición por la Copa de Campeones derrotó 2-0 al Jorge Chávez N°1.

## Palmarés

### Títulos por equipo
| Club              | Campeón  | Subcampeón |
| ----------------- | -------- | ---------- |
| Sport Alianza     | 1 (1919) |            |
| Jorge Chávez N° 1 |          | 1 (1919)   |

### Títulos por departamento
| Departamento | Títulos  | Subcampeonatos |
| ------------ | -------- | -------------- |
| Lima         | 1 (1919) | 1 (1919)       |

## Final
| Final de la Supercopa de Campeones; 16 de noviembre de 1919 | Sport Alianza                      | 2:0     | Jorge Chávez | Antiguo Estadio Nacional, Lima |  |
|                                                             | Óscar Zavala · M. Maldonado (a.g.) | Reporte |              |                                |  |

|                         |
| Campeón                 |
| Sport Alianza 1° título |